# From Beyond the Grave
From Beyond the Grave (bra Vozes do Além)  é um filme britânico de 1974, dos gêneros terror e fantasia, dirigido por Kevin Connor e estrelado por Peter Cushing e Donald Pleasence.

## Sinopse
Antológico filme produzido pela especialista Amicus Productions, baseado nos contos de R. Chetwynd-Hayes. Cushing é dono de um pequeno antiquário em Londres que proporciona surpresas assustadoras aos clientes. No primeiro episódio, Charlton (Warner) compra um espelho e, ao apresentá-lo aos amigos durante uma festa, vê surgir o rosto de um morto, que lhe diz que precisa de sacrifícios humanos, e que é ele quem deve conseguir as vítimas. No segundo, Christopher Lowe (Bannen) rouba uma medalha da loja e segue para a casa de Underwood (Pleasence), onde toma chá e conquista Emily (Angela Pleasence). Mais tarde, os dois se casam e a medalha roubada exerce maléfica influência no relacionamento do casal. O terceiro mostra Reggie Warren (Carmichael) trocando a etiqueta de preço de uma caixinha de prata e encontrando, logo que sai do antiquário, uma vidente (Leighton) que lhe revela fatos estranhos. Por último, William Seaton (Ogilvy) adquire uma bela porta de madeira entalhada e a instala em seu escritório, descobrindo que ela se abre para um mundo desconhecido.

## Elenco
- Peter Cushing - Proprietário
- Donald Pleasence - Jim Underwood (segmento 2 "An Act of Kindness")
- Angela Pleasence - Emily Underwood (segmento 2 "An Act of Kindness")
- Margaret Leighton - Madame Orloff (segmento 3 "The Elemental")
- Ian Carmichael - Reginald Warren (segmento 3 "The Elemental")
- Ian Ogilvy - William Seaton (segmento 4 "The Door")
- Ian Bannen - Christopher Lowe (segmento 2 "An Act of Kindness")
- David Warner - Edward Charlton (segmento 1 "The Gate Crasher")